# Pilzkorallen
Pilzkorallen (Fungiidae) sind Steinkorallen, die nicht wie die anderen Arten festgewachsene, in Kolonien lebende Tiere, sondern große Einzelpolypen sind. Sie leben nur in ihrer Jugend auf einem kleinen Stiel sessil. Der Polyp der Pilzkorallen wird in diesem Stadium Anthocaulus genannt. Der Stiel bricht nach einiger Zeit ab und der Einzelpolyp lebt frei in flachem Wasser, auf sandigem Untergrund.
Da sie in diesem, für Korallen ungewöhnlichen Lebensraum, leicht von Wellen, Strömung oder Tieren umgedreht, von Sand bedeckt oder beschädigt werden können, haben sie ein hohes Regenerationsvermögen und können sich selbst von Sand befreien. Bei zerbrochenen Polypen kann aus jedem Teil ein neuer Polyp wachsen. Die Korallen können sich auch vermehren, indem sie an ihrer Seite Tochterpolypen bilden und abschnüren (Anthocaulibildung).
Wie die meisten anderen Steinkorallen leben alle Fungiidae, bis auf Fungiacyathus, die in größeren Tiefen lebt, in einer symbiotischen Beziehung mit kleinen Algen (Zooxanthellen), die die Pilzkorallen mit Nährstoffen versorgen. Sie sind deshalb auf helle Standorte angewiesen.
Die meisten der 25 Arten der Gattung Fungia erreichen die Größe eines kleinen Tellers. Cycloseris hat nur einen Durchmesser von vier Zentimeter, während die länglichen Herpolitha einen halben Meter lang werden können.
Pilzkorallen können auch in gut gepflegten Meerwasseraquarien kultiviert werden. Sie benötigen hier größere Sandflächen.
Einige Arten wechseln ihr Geschlecht während ihrer Ontogenie. Fungia repanda ist in der Jugend zuerst männlich und wird später zum Weibchen (Protandrie). Bei Ctenactis echinata kann dieser Prozess erneut umgekehrt werden.

## Gattungen

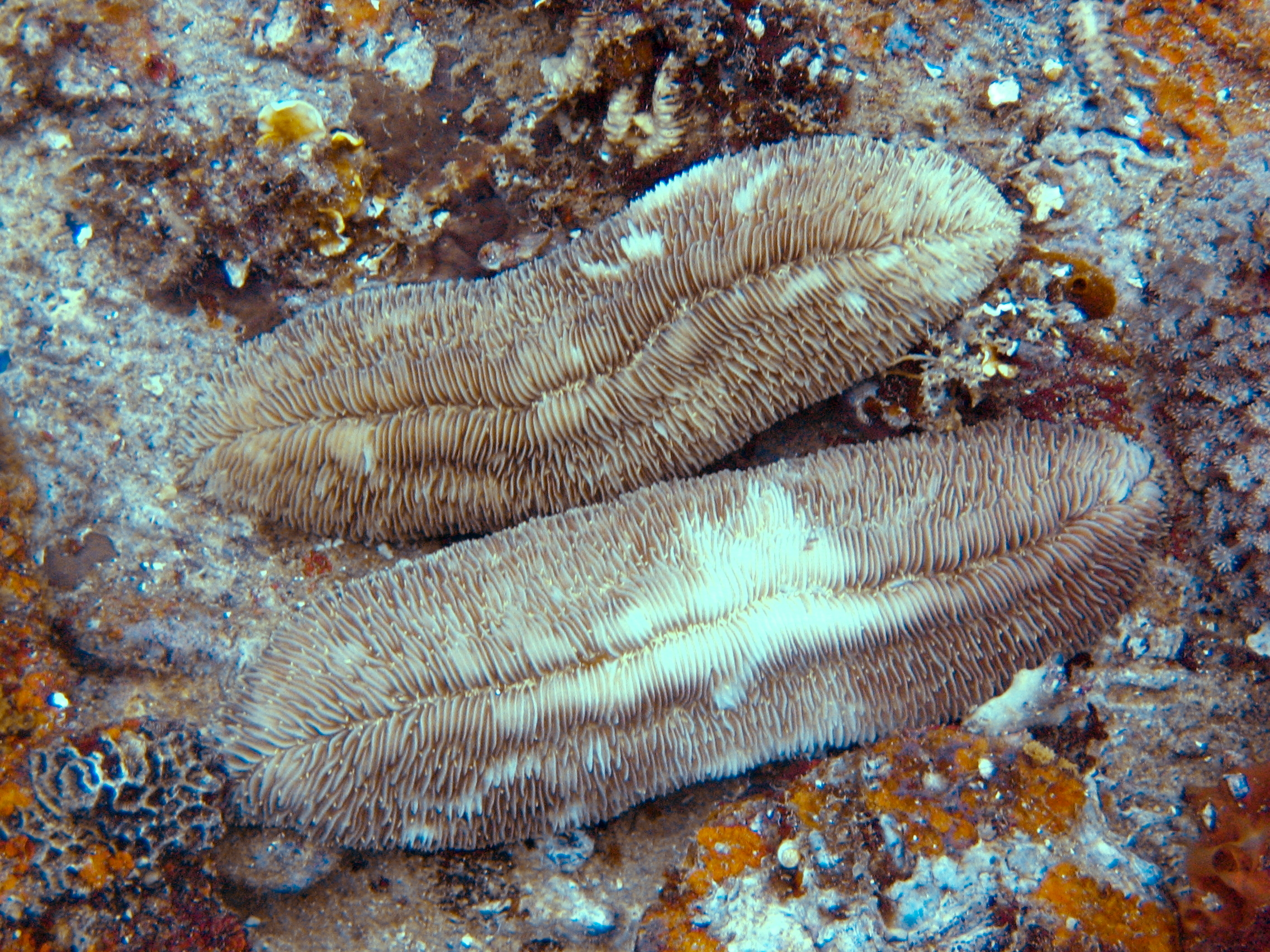
Herpolitha limax

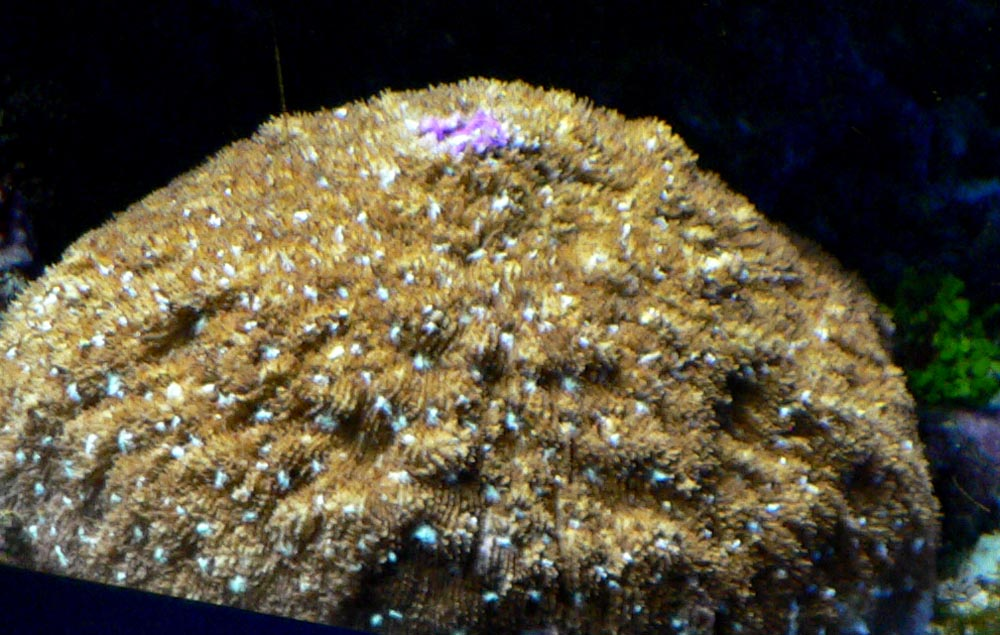
Sandolitha robusta

- Cantharellus Höksema et Best, 1984
- Ctenactis Agassiz in Verrill, 1864
- Cycloseris Milne-Edwards et Haime, 1849
- Diaseris Milne-Edwards et Haime, 1849
- Fungia Lamarck, 1801
- Halomitra Dana, 1846
- Heliofungia Wells, 1966
- Herpetoglossa Wells, 1966
- Herpolitha Eschscholtz, 1825
- Lithophyllon Rehberg, 1892
- Parahalomitra Wells, 1937
- Podabacia Milne-Edwards et Haime, 1849
- Polyphyllia Quoy et Gaimard in Blainville, 1830
- Sandalolitha Quelch, 1884
- Zoopilus Dana, 1846